# Стриганское

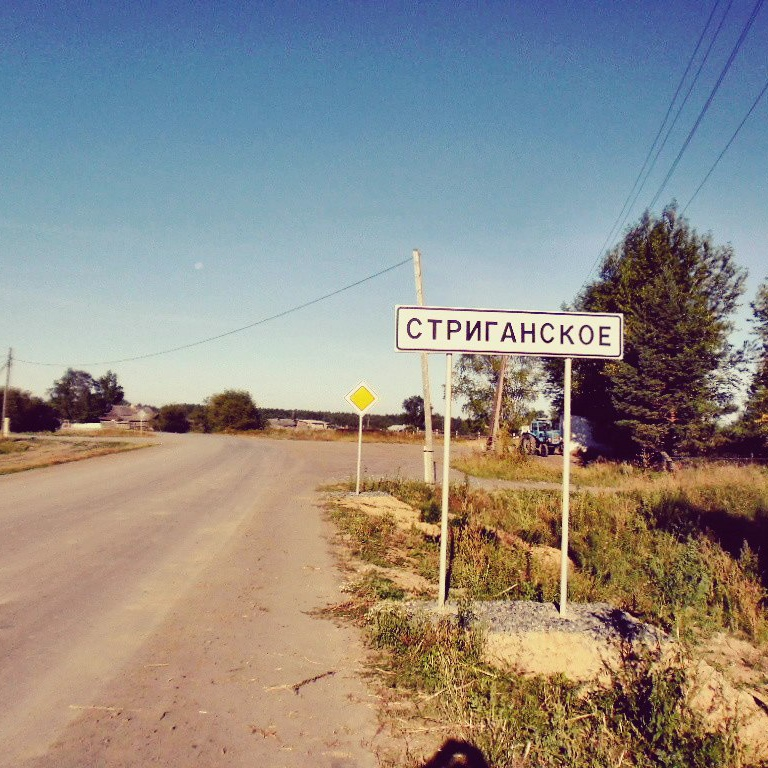

Стриганское — село в Ирбитском муниципальном образовании Свердловской области, Россия.

## География
Село Стриганское находится в 55 километрах (по дороге в 69 километрах) к юго-юго-западу от города Ирбита, на обоих берегах реки Ляги (правого притока реки Ирбит), в устье левых притоков — рек Грязнухи и Липовки, в 180 верстах от Екатеринбурга. За селом, по направлению к западу, начинался громадный сосновый лес, непрерывной полосой уходящий на Урал. Почва глинистая, отчасти супесок и чернозём.

## История
По мнению сельского библиотекаря Натальи Фёдоровной Гавриной, село появилось в XVI веке. До прихода русских здесь уже жили татары в юртах. К ним и поселились пришлые русские люди.
В переписи 1710 года село указано, как Рождественский погост Белослудской слободы. Население: в 1710 году — 9 дворов, в 1761 году — 41, в 1800 году — 31 двор.
В 1900-х годах главным занятием жителей было земледелие, вспомогательными — извозный промысел, заготовка и доставка дров и песка на Ирбитский железоделательный завод и занятие дворничеством, то есть содержанием постоялых дворов для постоя ямщиков, везущих товары в Ирбит и из него. Через село пролегал почтовый тракт из города Камышлова в город Ирбит. Для помещения одного священника и одного псаломщика в селе имелись церковные дома.
В селе Стриганском в 1773 году была заложена деревянная Христорождественская церковь с приделом в честь св. Николая Чудотворца; от этой церкви до начала XX века оставался памятник. На кладбище существовала полукаменная церковь во имя св. великом. Димитрия Солунского; около 1868 г. она была продана в село Квашнинское. Существующий в настоящее время каменный храм в честь Рождества Христова заложен в 1797 г. и до 1870 г. был двухэтажным, а в этом году верхний этаж уничтожен и взамен его построены два придела: северный — в честь св. великомуч. Димитрия Солунского и южный — в честь Рождества Христова, при чём средний главный храм в 1878 г. переименован во имя Св. Троицы.
В деревне Анохино находилась приписная каменная однопрестольная церковь, построенная и освящённая в 1898 году в честь Рождества Иоанна Предтечи. Богослужение в ней совершал священник, состоящий на диаконской вакансии при Стриганской церкви. В приходе были также две деревянные часовни: в деревнях Онохиной и Б. Аникиной. Для помещения одного священника и одного псаломщика в с. Стриганском имелись церковные дома, были дома для священника и псаломщика и в дер. Онохиной.
В селе Стриганском существовало земское начальное народное училище, в дер. Горской церковно-приходская школа и церковные грамоты в дер. Першиной и Малой Аникиной.
В 1906 году газета «Урал» сообщала о сходе церковно-приходского совета в селе Стриганское, где собралось свыше двухсот человек, чего раньше никогда не бывало. Сход постановил отдать заказ на обновление фасада церкви лучшему мастеру — художнику Алексею Степанову из Екатеринбурга.
Село Стриганское родина настоятельницы Екатеринбургского Новотихвинского монастыря игуменьи Магдалины, в миру крестьянской дочери Марии Неустроевой. Оставшись в четырёхлетнем возрасте без матери, она имела отношение не только к истории епархиальной жизни, но и к истории Урала. С её именем связано большое строительство новых храмов и благоустройство существующих, что способствовало развитию православия на Урале.

## Школа
В 1873 году в селе было открыто земское начальное народное училище, которое посещали дети из местных деревень: Мостовой, Горок, Першиной, Аникиной, Анохиной.

## Свято-Троицкая церковь
Село возникло, как Рождественский погост Белослудской слободы. В 1710 году в нём располагались Рождественская церковь и четыре церковных двора — попа Никиты Иванова, дьячка Климентия Топоркова, пономаря и трапезника.
В 1773 году попом Андреем Климантовым Топорковым была заложена новая деревянная Христорождественская церковь с приделом в честь святого Николая Чудотворца; от этой церкви остался памятник. На кладбище существовала полукаменная церковь во имя святого великомученика Димитрия Солунского; около 1868 г. она была продана в село Квашнинское. В 1797 году была заложена Свято-Троицкая церковь, каменная, трёхпрестольная, до 1870 года двухэтажная. В 1870 году верхний этаж уничтожен и взамен его построены два придела: северный был в честь святого великомученика Димитрия Солунского и южный — в честь Рождества Христова, освещённый в 1878 году. А средний главный храм был переименован в честь Святой Живоначальной Троицы и освящён в 1878 году. Храм был закрыт в 1930 году.
В настоящий момент сохранилась только колокольня.

## Население
В начале XX века все жители села были русскими и православными. Их числилось 2634 мужского и 2648 женского пола. В состав прихода входили и деревни: Грязная в 1 версте, Мостовая в 1,5 версте, Шмакова в 2 верстах, Пенькова в 3 верстах, Першина в 6 верстах, Горки в 6 верстах, Голякова в 9 верстах, Мякишева в 6 верстах, Вепрева в 5 верстах, Онохина в 12 верстах, Малая Аникина в 8 верстах, Большая Аникина в 11 верстах.
| 2002 | 2010 |
| ---- | ---- |
| 597  | ↘436 |